# Macksville, Kansas
Macksville är en ort i Stafford County i Kansas. Orten har fått sitt namn efter postmästaren George Mack. Enligt 2020 års folkräkning hade Macksville 471 invånare.